# Araçagi
Araçagi este un oraș în Paraíba (PB), Brazilia. 